# São Carlos
São Carlos város Brazíliában, São Paulo államban. Lakosainak száma 254 484 fő (2020. július 1.). São Carlos Ribeirão Bonito, Ibaté, Américo Brasiliense, Analândia, Araraquara, Brotas, Descalvado, Itirapina, Luís Antônio, Rincão és Santa Lúcia községekkel határos.

## Népesség
A település népességének változása:
| Lakosok száma | 192 998 | 221 950 | 241 389 | 254 484 | 254 857 |
|               | 2000    | 2010    | 2015    | 2020    | 2022    |